# Serial Experiments Lain (jeu vidéo)
Pour les articles homonymes, voir Lain.
Serial Experiments Lain est un jeu vidéo, adapté de la série d'animation japonaise Serial experiments Lain.

## Style
Le 26 novembre 1998, Pioneer LDC publie un jeu vidéo du même nom que l'anime sur PlayStation. Il est conçu par Chiaki J. Konaka et Yasuyuki Ueda (en) comme un « simulateur de réseau » dans lequel le joueur naviguerait pour découvrir l'histoire de Lain.
Le jeu se présente sous la forme d'une interface graphique semblable, dans son style visuel, à celle de la série. Les créateurs désignent le projet non comme un jeu mais comme un « Psycho-Stretch-Ware » et celui-ci a été décrit comme une sorte de roman graphique : le gameplay est limité à la recherche de morceaux d'informations, avec très peu d'énigmes nécessitant leur déblocage. Les informations sont collectées dans un ordre aléatoire contrairement à la plupart des jeux. Le but des auteurs est de laisser le joueur saisir qu'une masse d'informations sont nécessaires pour comprendre les enjeux tout en cherchant à les résoudre avec moins d'éléments existants qu'il n'en faudrait, de « ressentir » l'esprit de Lain, de « comprendre ses problèmes et de l'aimer ». Le guide de jeu Serial Experiments Lain Official Guide  (ISBN 4-07-310083-1) est publié par MediaWorks le même mois.